# استفانو گابانا
استفانو گابانا (انگلیسی: Stefano Gabbana؛ زادهٔ ۱۴ نوامبر ۱۹۶۲) کارآفرین اهل ایتالیا است. او به همراه دمنیکو دولچه، شرکت دولچه و گابانا را تشکیل می دهند.
از فیلم‌ها یا برنامه‌های تلویزیونی که وی در آن نقش داشته‌است می‌توان به ستاره‌ساز اشاره کرد.